# Clemens VII. (Papst)

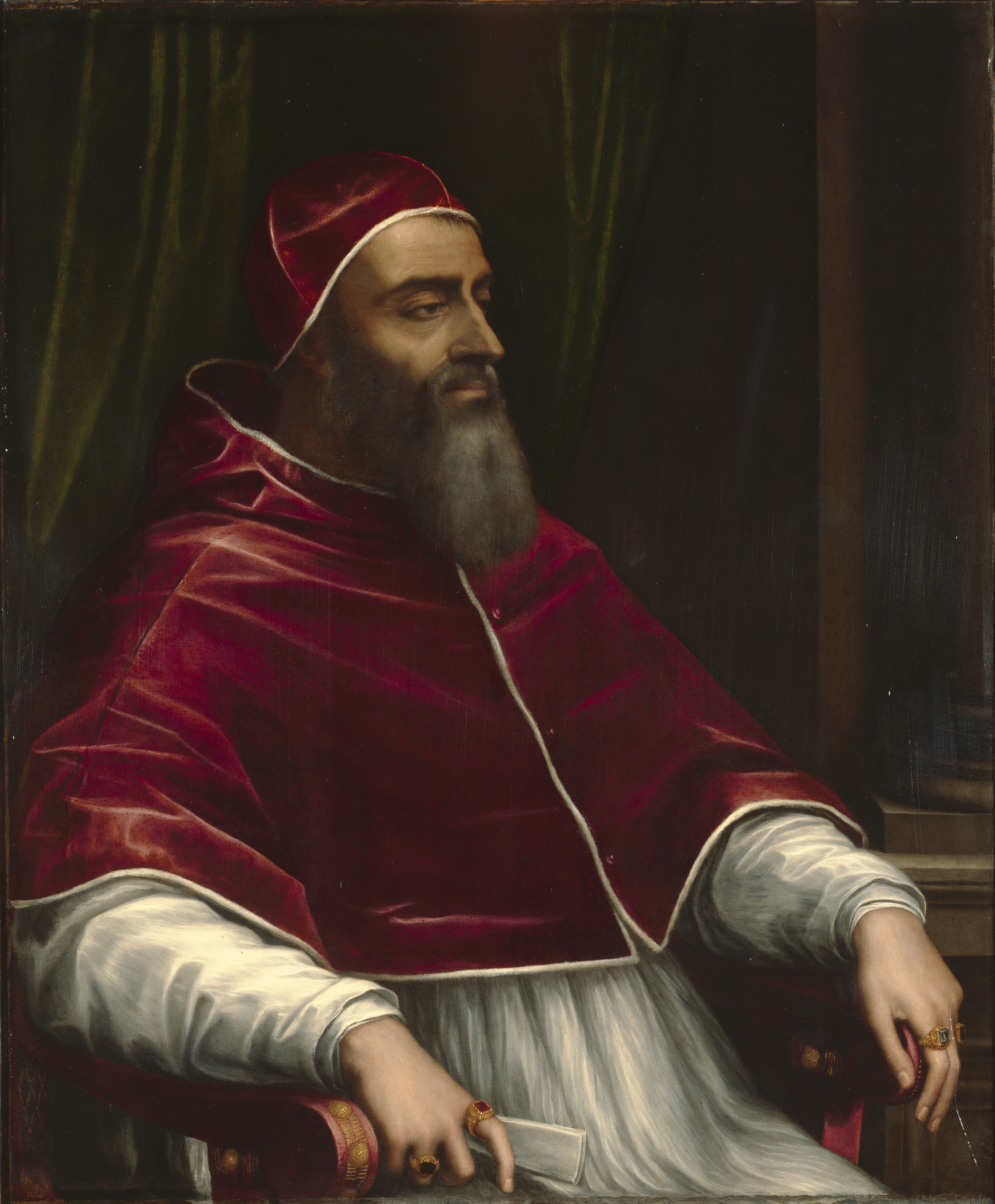
Papst Clemens VII., alias Giulio de’ Medici, auf einem Gemälde von Sebastiano del Piombo, 1531, Getty Center

Clemens VII. (bürgerlich Giulio de’ Medici; * 26. Mai 1478 in Florenz, Republik Florenz; † 25. September 1534 in Rom, Kirchenstaat) war vom 19. November 1523 bis zu seinem Tode Papst der römisch-katholischen Kirche. Er war der zweite von drei Päpsten aus dem Hause der Medici.

## Leben

### Vor dem Pontifikat
Das Leben von Giulio de’ Medici begann unter tragischen Umständen. Gerade einmal 30 Tage vor seiner Geburt (am 26. April 1478) wurde sein Vater Giuliano di Piero de’ Medici (Bruder von Lorenzo dem Prächtigen) im Zuge der Pazzi-Verschwörung ermordet. Außerdem galt zum Zeitpunkt seiner Geburt die Verbindung zwischen seinem Vater und seiner Mutter Fioretta Gorini als unehelich.
Getauft wurde er bereits am 27. Mai 1478 auf den Namen Giulio Zenobio, sein Taufpate war der florentinische Architekt Antonio da Sangallo, der von Lorenzo dem Prächtigen beauftragt wurde, sich um seinen Neffen bis zum Alter von sieben Jahren zu kümmern.
Ab 1485 wurde Giulio von seinem Onkel Lorenzo aufgezogen, der ihn adoptierte. Giulio wuchs somit mit den Kindern von Lorenzo de’ Medici gemeinsam auf, unter anderem mit seinem drei Jahre älteren Cousin Giovanni, dem späteren Papst Leo X. Während seiner Ausbildung im Palazzo Medici in Florenz bei Humanisten wie Angelo Poliziano und an der Seite von Wunderkindern wie Michelangelo wurde Giulio ein versierter Musiker.
Trotz seines Status als unehelich Geborener, erlangte sein einflussreicher Onkel für ihn 1488 von König Ferdinand I. von Aragón und Papst Innozenz VIII. die Pfründe des wohlhabenden Priorats von Capua des Johanniterordens von Jerusalem.
Giulio gehörte zum Gefolge, das seinen Cousin Giovanni nach Rom begleitete, als dieser im März 1492 zum Kardinal ernannt wurde. Im folgenden Juli begleitete er seinen Cousin zum Konklave, bei dem Papst Alexander VI. gewählt wurde.
Am 11. März 1513 wurde Giovanni de’ Medici zu Papst Leo X. gewählt. Die Wahl seines Cousins war entscheidend für Giulios kirchliche Laufbahn, insbesondere da er ihn zu einem Sohn der Medici aus heimlicher Ehe erklärte. So konnte Giulio de’ Medici zahlreiche Pfründen übernehmen:
- Erzbischof von Florenz (seit 9. Mai 1513)
- Bischof von Albia (1513–1515)
- Erzbischof von Narbonne (seit dem 14. Februar 1515)
- Apostolischer Administrator des Bistums Albenga (1517–1518)
- Bischof von Bologna (1518–1518)
- Apostolischer Administrator des Erzbistums Embrun (1510–1511)
- Apostolischer Administrator des Bistums Ascoli Piceno (1518–1518)
- Bischof von Eger (1520–1523)
- Apostolischer Administrator des Bistums Worcester (1521–1522)

Am 23. September 1513 zum Kardinal erhoben, ernannte ihn Papst Leo X. am 29. September 1513 zum Kardinaldiakon der Titeldiakonie S. Maria in Domnica. Am 26. Juni 1517 wechselte er auf die Titelkirche San Clemente und am 6. Juli 1517 auf die Titelkirche S. Lorenzo in Damaso.
Vom 6. Juli 1517 bis zum 19. November 1523 war er Vizekanzler der Kirche, vom 1. Oktober 1519 bis zum 1. November 1520 Camerlengo des Heiligen Kollegiums.

### Pontifikat

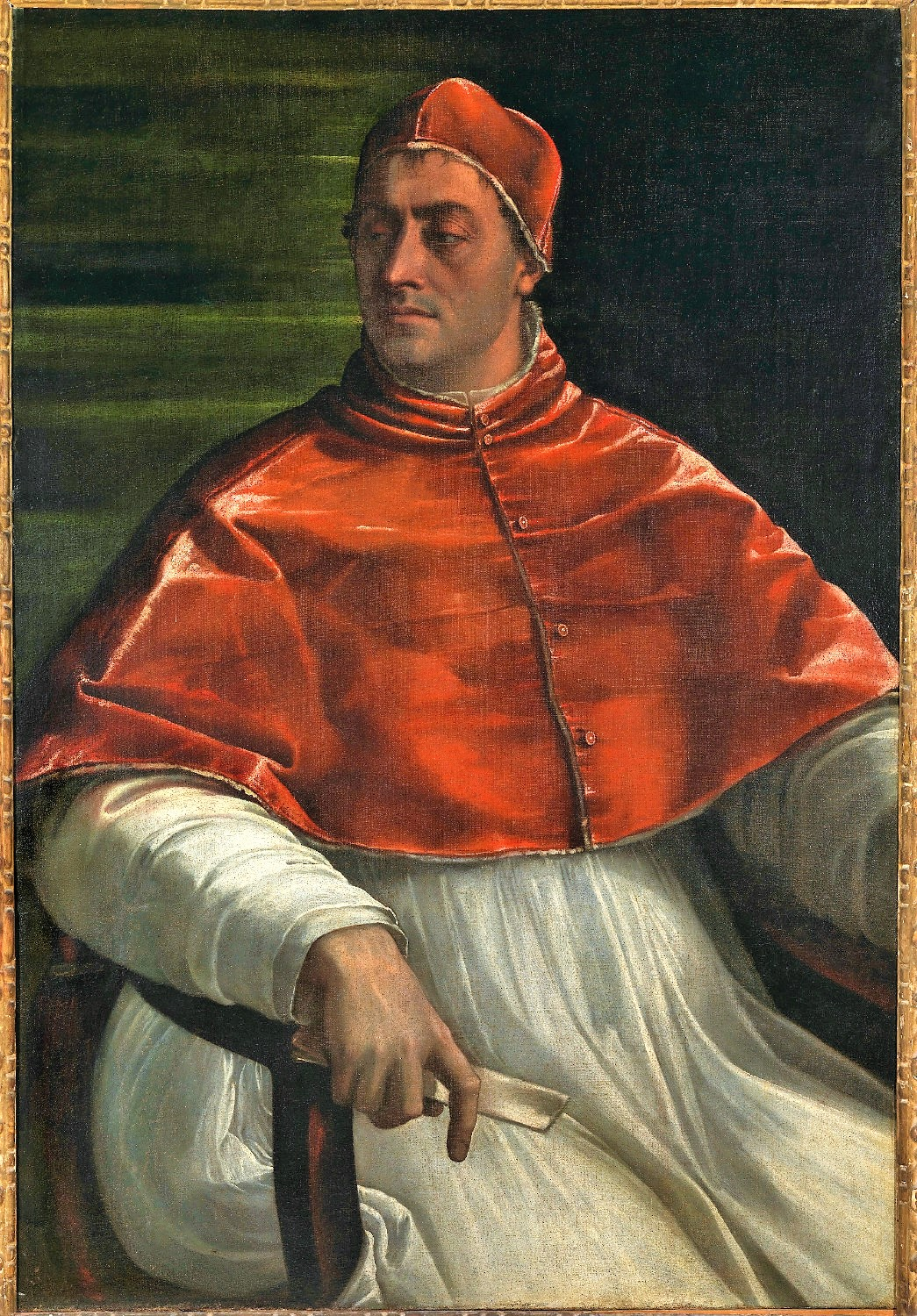
Clemens VII. in jüngeren Jahren (Sebastiano del Piombo, 1526)

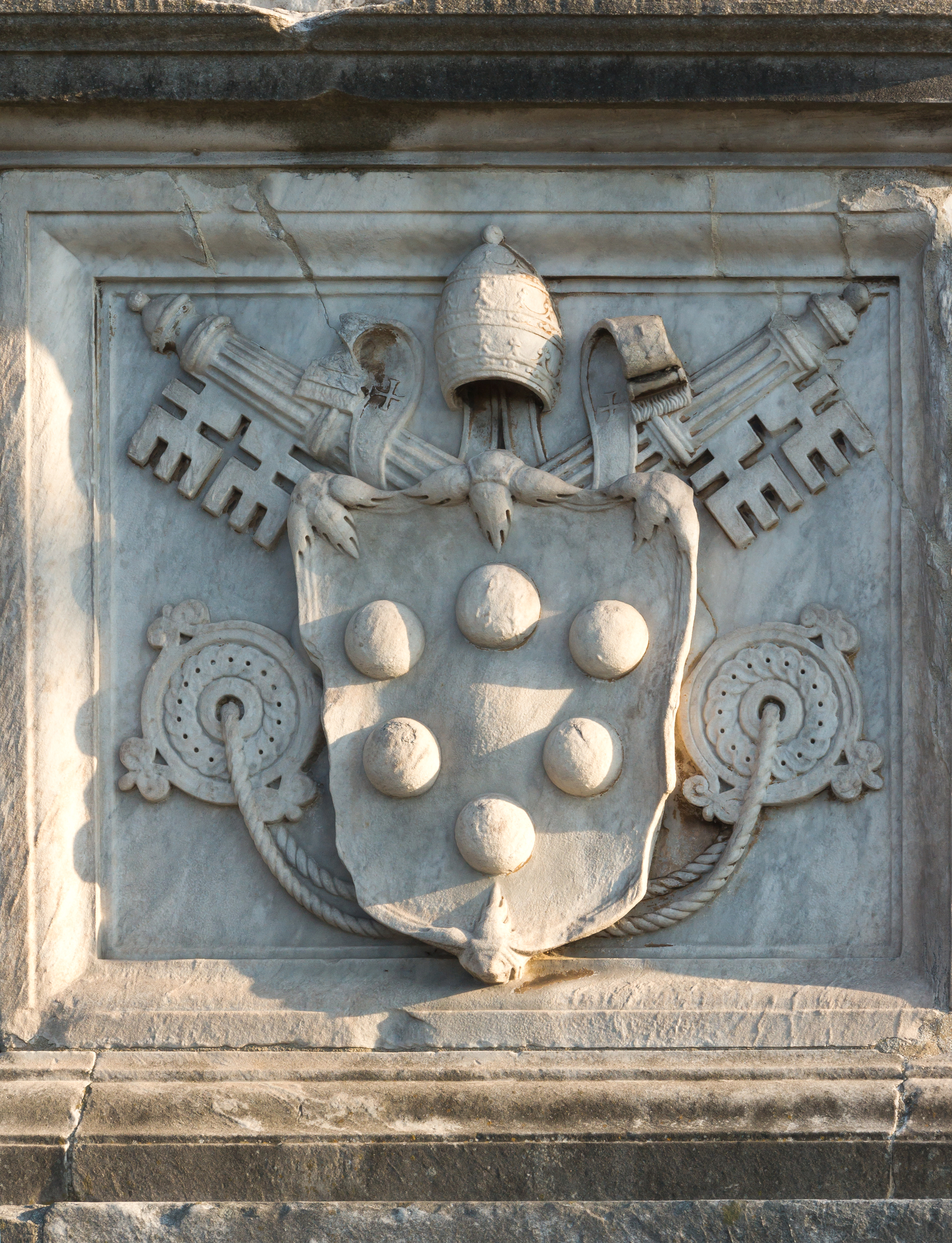
Wappen von Papst Clemens VII. (Engelsbrücke, Rom)

Am 19. November 1523 wählte ihn das Konklave zum neuen Papst. Die Krönung erfolgte am 26. November, kurz nach dem Festtag des Hl. Clemens I. Der Papstname sollte zugleich die Richtung des Pontifikats anzeigen (clementia = Milde), wie später auch bei den Päpsten Clemens VIII., Clemens IX. und Clemens XI. Während seines ganzen Pontifikats war Clemens VII. bemüht, die weltliche Macht des Papsttums und der Familie Medici zu erhöhen.
Seit 1521 führte der spanische König und römisch-deutsche Kaiser Karl V. mit Franz I. von Frankreich Krieg um die Herrschaft in Oberitalien. Nach anfänglicher Neutralität in diesem Konflikt näherte sich Clemens in den folgenden Jahren der Seite Karls V. an. 1526 beendete er nach der Gefangennahme von Franz I. jedoch die Allianz mit Karl V. und schloss sich der Liga von Cognac an. Die kaiserlichen Truppen eroberten daraufhin Rom und plünderten 1527 die Stadt (→ Sacco di Roma).
Nachdem er sich zunächst in die Engelsburg gerettet hatte, musste er sich nach langer Belagerung und der Drohung seiner Gegner in Florenz, Caterina de’ Medici zu töten, ergeben. Er wurde gefangen genommen und die Medici wurden aus Florenz vertrieben. Am 29. Juni 1529 schloss Clemens VII. mit Kaiser Karl V. den Frieden von Barcelona. Er erhielt die Herrschaft über den Kirchenstaat zurück und die Medici Florenz. Die drohende Erste Wiener Türkenbelagerung im Herbst 1529 trug dazu bei, dass der Friedensschluss zwischen Clemens VII. und Kaiser Karl V. zustande kam. Am 24. Februar 1530 schließlich krönte Clemens VII. Karl V. in Bologna zum Kaiser.
Für die Familie der Medici war das Wirken des Papstes durchaus als erfolgreich zu bezeichnen. So gelang es ihm, Alessandro de’ Medici (vermutlich sein unehelicher Sohn) mit der Tochter Karls V. Margarethe von Parma und seine Verwandte Caterina de’ Medici, einziges Kind von Lorenzo di Piero de’ Medici (einem Enkel von Lorenzo de’ Medici, genannt „il Magnifico“), mit dem zukünftigen König von Frankreich Heinrich II. zu verheiraten sowie die bisherige Republik Florenz mit Hilfe Karls V. endgültig wieder unter die Kontrolle der Medici zu bringen (Annahme des Herzogstitels durch Alessandro de’ Medici 1532).
Wegen der Reformation verlangte Kaiser Karl V. von Clemens VII. die Einberufung eines Konzils, dem leistete der Papst jedoch keine Folge. Auch die Forderung Heinrichs VIII., die Ehe mit Katharina von Aragón zu scheiden, lehnte Clemens VII. unter Verwendung der dadurch bekannt gewordenen Formulierung Non possumus ab, so dass der englische König sich und sein Land vom Papsttum lossagte. Es kam zu der Abtrennung der Church of England und damit zu einer weiteren Kirchenspaltung.
Clemens VII. starb am 25. September 1534 und wurde in der Kirche Santa Maria sopra Minerva beigesetzt. Nach einigen zeitgenössischen Darstellungen starb er an einer Vergiftung durch den Grünen Knollenblätterpilz. Das konnte jedoch nie bewiesen werden; zudem begannen einige seiner Krankheitssymptome bereits Monate vor seinem Tod, untypisch für eine solche Pilzvergiftung.

### Wappen
Als Papstwappen übernahm Clemens VII. das seines Vorgängers und Vetters Leo X., das wiederum auf das Familienwappen der Medici zurückgreift. Es zeigt in ungeteiltem Schild auf goldenem Grund fünf rote "Pillen", darüber eine größere blaue Pille, diese belegt mit drei goldenen Lilien.